# Movimiento higienista

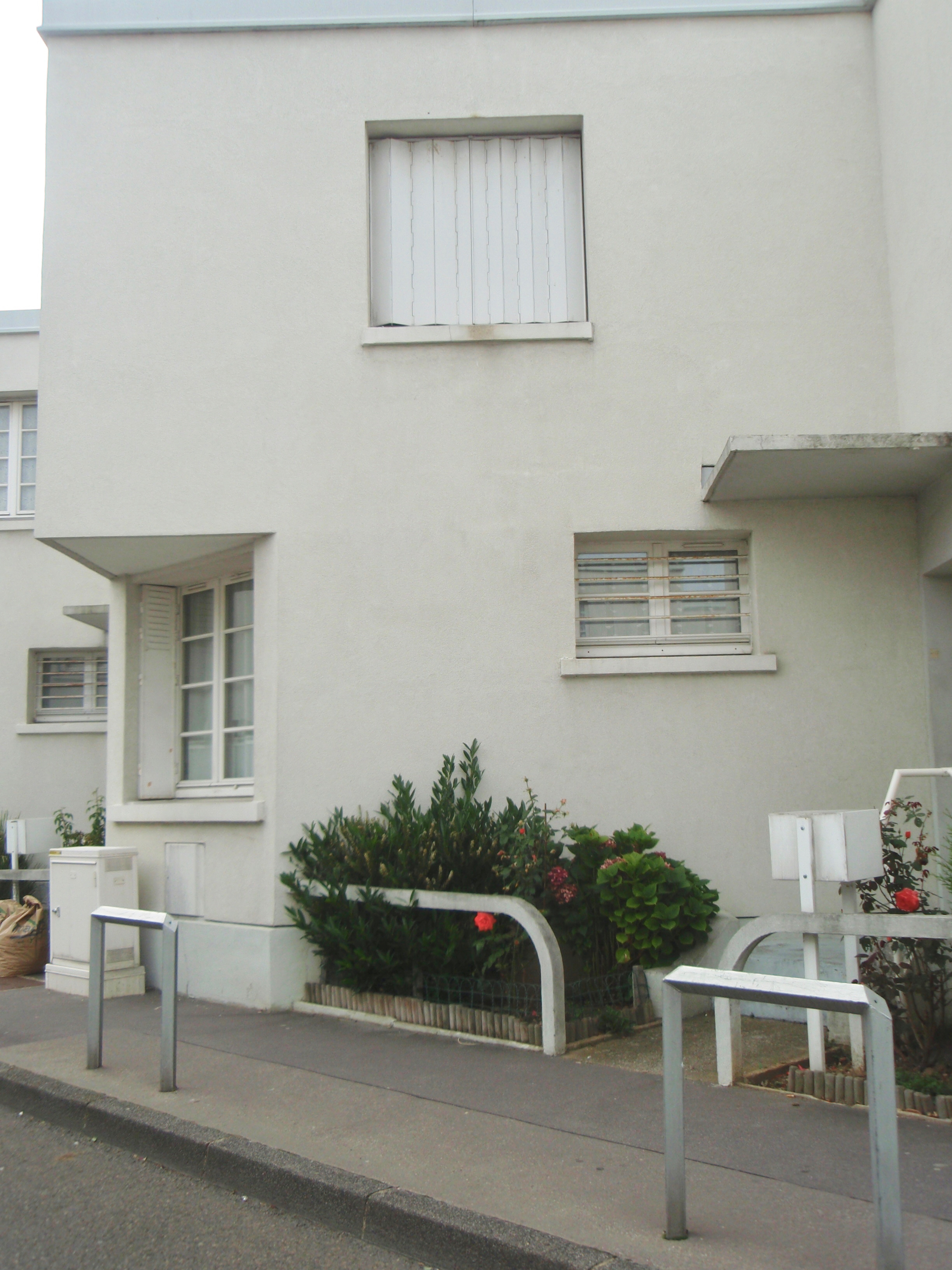
Les Dents de Scie construido en 1931 en Trappes.

El Movimiento higienista es un movimiento arquitectural y de urbanismo que predica la aplicación de las teorías higienistas. Es el resultado del desarrollo producido durante el siglo XIX y principios del siglo XX, de los trabajos de médicos y políticos (sobre todo el Musée social) luchando contra la insalubridad de las viviendas parisinas y la propagación de la tuberculosis.
La escuela de la república fue igualmente desarrollada en el marco de este movimiento, así, el volumen de las aulas y la medida de las ventanas fueron calculadas según los datos científicos de la época para optimizar la oxigenación y las horas de sol para los jóvenes alumnos, y esto en todas las escuelas en Francia. Hace falta fijarse en que todas las escuelas construidas durante este periodo obedecen al mismo esquema.
Concretado por la celebración de un Congreso internacional de saneamiento y de salubridad de la vivienda, que tuvo lugar en París el año 1904, predicó una arquitectura científica inspirándose en el modelo hospitalitario y de los sanatorios y difundió principalmente una mayor horas de sol en las viviendas.
Este movimiento tuvo una fuerte influencia sobre los arquitectos modernos, desde Henri Sauvage a Le Corbusier pasando por Tony Garnier.

## Influencias en Argentina
Durante el siglo XIX, el gran aumento de la población producto de la inmigración acarreo consigo problemas de habitabilidad e higiene en la ciudad de Buenos Aires, por lo que se llevó a cabo una política de aumento de los espacios públicos (por ejemplo el Parque 3 de febrero), y cambios en la manera de administrar ciertas actividades que facilitaran la transmisión de enfermedades.
Uno de los cambios más importantes a tener en cuenta vino de la mano de Rivadavia, el cual se encargó de prohibir los entierros dentro de las iglesias y así trasladar los mismos a la periferia de la ciudad. Esta medida no logró implementarse inmediatamente, ya que no solo iba en contra de las tradiciones, sino que representaba una pérdida económica y de poder para la Iglesia. Esta medida no solo fue impulsada por una cuestión de salud pública, sino que también buscaban reducir el poder eclesiástico. Así, el 8 de julio de 1822 se inaugura el Cementerio de la Recoleta en los terrenos que antiguamente habían pertenecido a la orden católica de los Recoletos, que por entonces se encontraban a 2 km de la ciudad, si bien luego sería absorbido por la misma.
Durante varios años las condiciones del cementerio fueron completamente insalubres, tanto por la falta de presupuesto como por el pequeño espacio que ocupaba, por lo que se vio obligado a expandirse de forma no planificada sobre la trama urbana circundante, quedando finalmente delimitado por 2 amplias calles en el frente y en su parte posterior, y una tercera calle en dirección Norte/Sur a la ciudad, que se terminó por convertir en paso obligado de las carrozas fúnebres.
Hacia fines del siglo XIX, y con el estallido de la Fiebre amarilla en Buenos Aires, fue que el gobierno comenzó a implementar las políticas higienistas con mayor rigurosidad.